# Senecio wightii
Senecio wightii là một loài thực vật có hoa trong họ Cúc. Loài này được (DC. ex Wight) Benth. ex C.B.Clarke miêu tả khoa học đầu tiên năm 1876.